# Forever, Darling
Forever, Darling is een Amerikaanse fantastische romantische komediefilm uit 1956. In de hoofdrollen spelen Lucille Ball, Desi Arnaz en James Mason. Het was de laatste film van regisseur Alexander Hall, met een script van Helen Deutsch. De film was een kritisch noch een commercieel succes.

## Verhaal
Forever, Darling gaat over Susan (gespeeld door Ball), die hulp krijgt van een beschermengel (Mason) om haar huwelijk met Lorenzo (Arnaz) te redden. Wanneer ze samen op een kampeertrip in Yosemite gaan – om Lorenzo's uitvinding, een nieuw insecticide, uit te proberen – dreigt alles fout te lopen.

## Rolverdeling
| Acteur          | Personage            |
| --------------- | -------------------- |
| Lucille Ball    | Susan Vega           |
| Desi Arnaz      | Lorenzo Xavier Vega  |
| James Mason     | The Guardian Angel   |
| Louis Calhern   | Charles Y. Bewell    |
| John Emery      | Dr. Edward R. Winter |
| John Hoyt       | Bill Finlay          |
| Natalie Schafer | Millie Opdyke        |
| Mabel Albertson | Society Reporter     |
| Ralph Dumke     | Henry Opdyke         |
| Nancy Kulp      | Amy                  |
| Willis Bouchey  | Oliver Clinton       |